# Puya glabrescens
Puya glabrescens är en gräsväxtart som beskrevs av Lyman Bradford Smith. Puya glabrescens ingår i släktet Puya och familjen Bromeliaceae. Inga underarter finns listade i Catalogue of Life.

## Bildgalleri

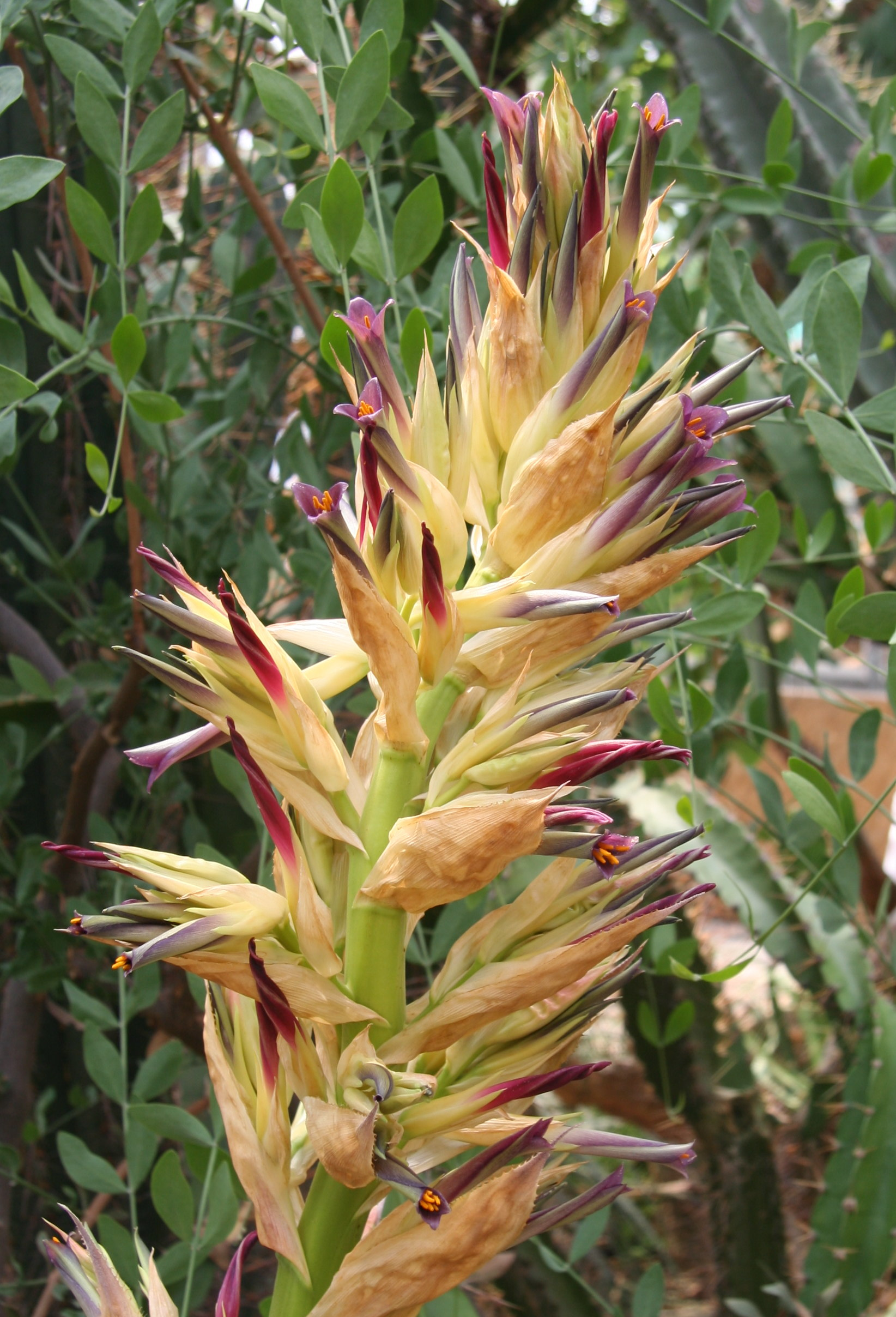
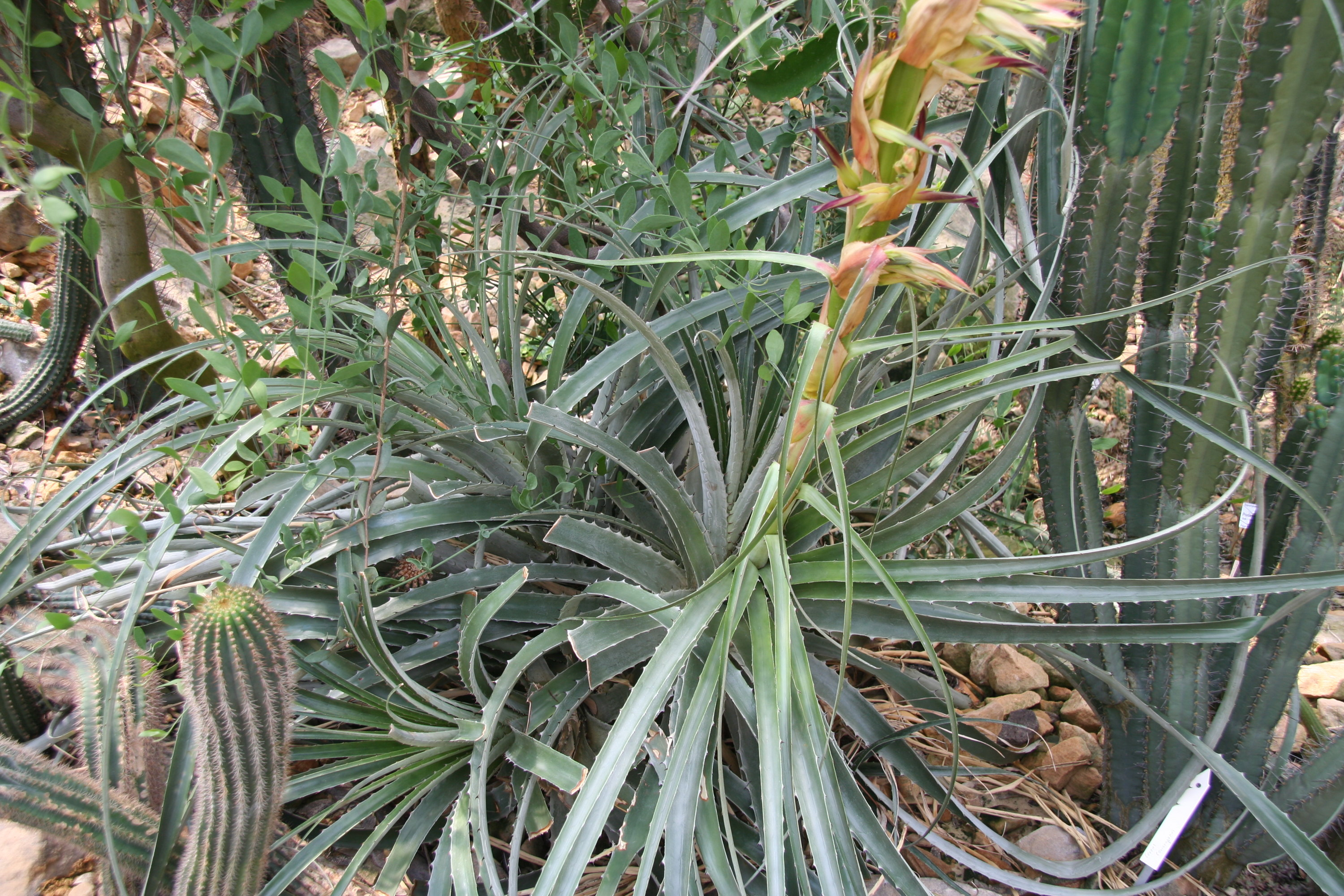